# 疯狂动物城：热力追踪
疯狂动物城：热力追踪（英語：Zootopia: Hot Pursuit）是上海迪士尼乐园的一个游乐设施。该游乐设施根据动画电影《疯狂动物城》改编，于2023年12月20日随着疯狂动物城主题园区一起开放，为迪士尼在中国大陆的首个无轨游乐设施。
该游乐设施获得了第二十二届视觉效果工会奖最佳特殊场地项目视觉效果提名。